# 俄罗斯军舰，去你妈的 (邮票)
俄罗斯军舰，去你妈的（烏克蘭語：Ру́сскій воє́нний кора́бль, іді́… !）是乌克兰邮政局為纪念俄烏戰爭蛇岛战役而於2022年4月12日發行的特殊紀念郵票。2022年2月24日戰役爆發，俄國海軍莫斯科號巡洋艦及瓦西里·貝科夫號巡邏艦逼近蛇岛，要求岛上乌克兰守军立刻投降。乌克兰守军罗曼·格里博夫義憤辱罵回應俄軍招降，但随后全軍寡不敌众旋即被俘，更因島上通訊被切斷而一度被誤傳陣亡。
为了纪念这一事件，乌克兰政府决定发行相关的纪念邮票，并向公众征稿，最后艺术家鲍里斯·格罗的作品高票当选。在邮票中，乌克兰士兵面對俄罗斯军舰竖中指，毫無惧色。而在邮票背景中，黄色的土地与蓝色的大海和天空刚好是乌克兰国旗的颜色，并带有著名标语。
讽刺的是，莫斯科号在郵票發行的翌日旋即被烏克蘭海軍以海王星導彈擊沉於蛇島外海。莫斯科号被擊沉的新聞在烏克蘭國內引起了抢购潮，让這套只发行了100万枚的邮票迅速售罄。其中一张邮票在一场在线慈善拍卖会上更以高达165,000美元的价格售出，并将筹集到资金捐赠给乌克兰武装部队。

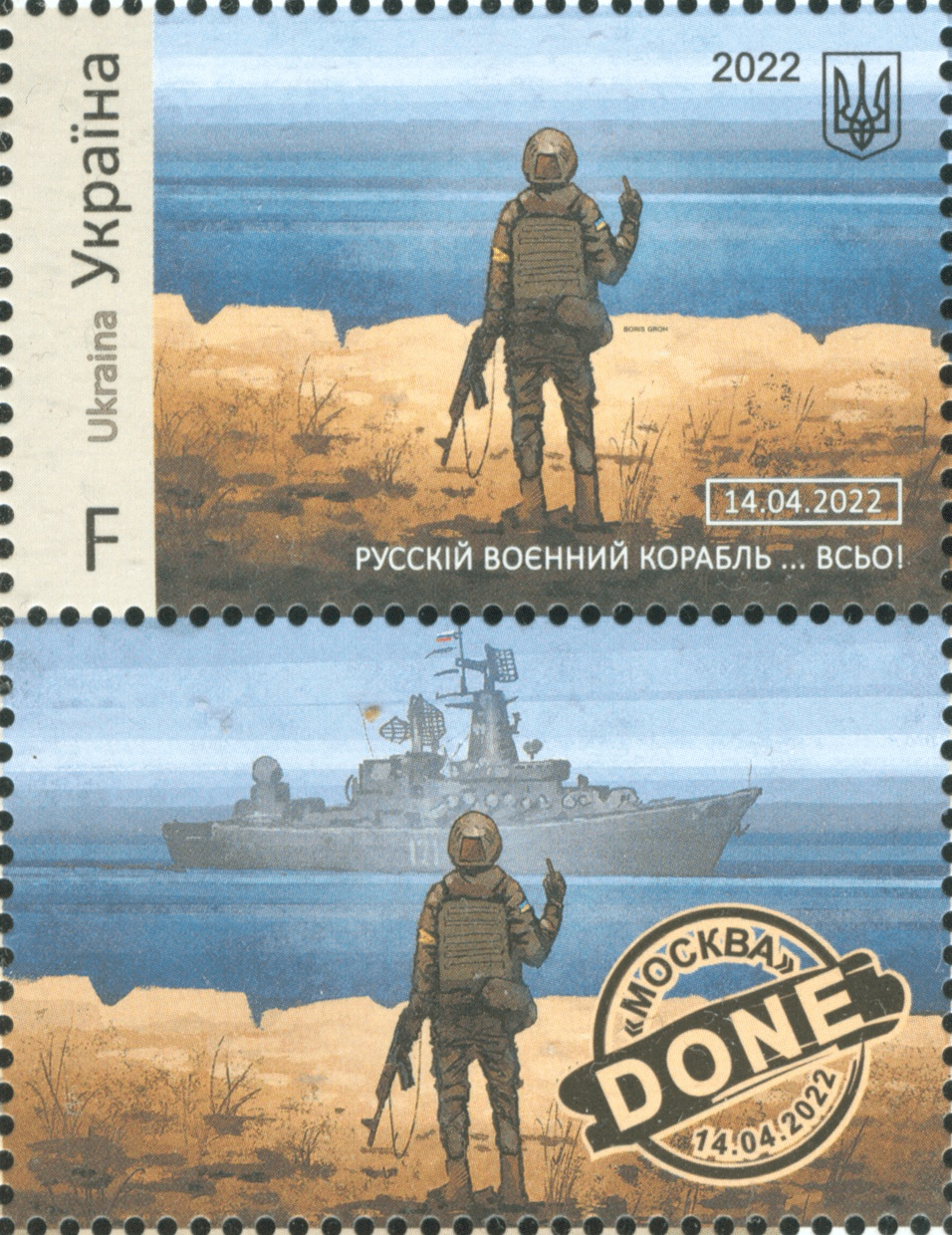
2022年5月推出两种新邮票

在对俄罗斯进行羞辱性的销售活动后，负责发行的乌克兰邮政局于4月22日宣布遭到了网络攻击。同日，乌克兰邮政局在一份声明中宣布，为了满足需求量和听取了公众意见，计划在5月再发行两款总共500万份有关俄罗斯军舰的系列邮票。新推出的邮票除了承继上一期背景颜色以外，更追加了莫斯科号消失和带有「完蛋了」（DONE）的标语，以呈现莫斯科号的当前状态。